# Stine Dale
Pour les articles homonymes, voir Dale.
Stine Dale, née le 11 novembre 1998 à Kleppestø, est une triathlète norvégienne devenue coureuse cycliste professionnelle.

## Biographie
Adolescente, Stine Dale se consacre au triathlon. Elle fait partie des triathlètes norvégiennes les plus prometteuses de sa génération. En 2016 elle remporte le titre national junior sur le format sprint.
En 2019, elle devient championne de Norvège élite sur le format sprint. Elle enchaine alors pendant 3 saisons des compétitions internationales. Elle est notamment la meilleure représentante norvégienne lors des championnats d'Europe 2022.
Privilégiant peu à peu le vélo, elle signe un contrat professionnel avec l'équipe team Coop-Repsol à la mi-saison 2022.
Son équipe évolue au niveau continental, mais peut être invitée sur des épreuves de niveau World Tour. C'est ainsi qu'elle participe au Tour de France femmes 2023 ainsi qu'au Tour d'Espagne où elle tente une échappée sur la 8e étape.
Lors de sa saison 2024, elle s'illustre notamment sur le Tour Down Under où elle s'échappe et remporte le prix de la combativité lors de la 3e étape, puis sur une étape du tour du Pays basque, où elle fait de même.

## Palmarès en triathlon
- 2019
  -  Championne de Norvège sprint
- 2022
  - 2e du championnat de Norvège sprint

## Palmarès en cyclisme

### Résultats sur les grands tours

#### Tour de France
1 participation :
- 2023 : 107e

#### Tour d'Espagne
2 participations : 
- 2023 : 77e
- 2025 : non-partante (6e étape)

### Classements mondiaux
| Année                                 | 2022  | 2023 |
| ------------------------------------- | ----- | ---- |
| Classement UCI                        | 1050e | 766e |
| UCI World Tour                        | nc    | 303e |
|                                       |       |      |
| Légende : nc = non classéSource : UCI |       |      |